# Río Sorrosal
El Sorrosal es un río pirenaico que nace en el macizo de Tendeñera y desemboca en el río Ara. Pertenece a la cuenca hidrográfica del Ebro.

## Descripción
Discurre por la comarca del Sobrarbe, en la provincia española de Huesca. Con sus 13 km de longitud, es junto a los ríos Arazas, Chate, Forcos y Guargas, el principal afluente del río Ara. El barranco es principalmente conocido por la espectacularidad de su cascada de 60 metros verticales en su tramo bajo, a pocos metros de su desembocadura en la localidad de Broto.

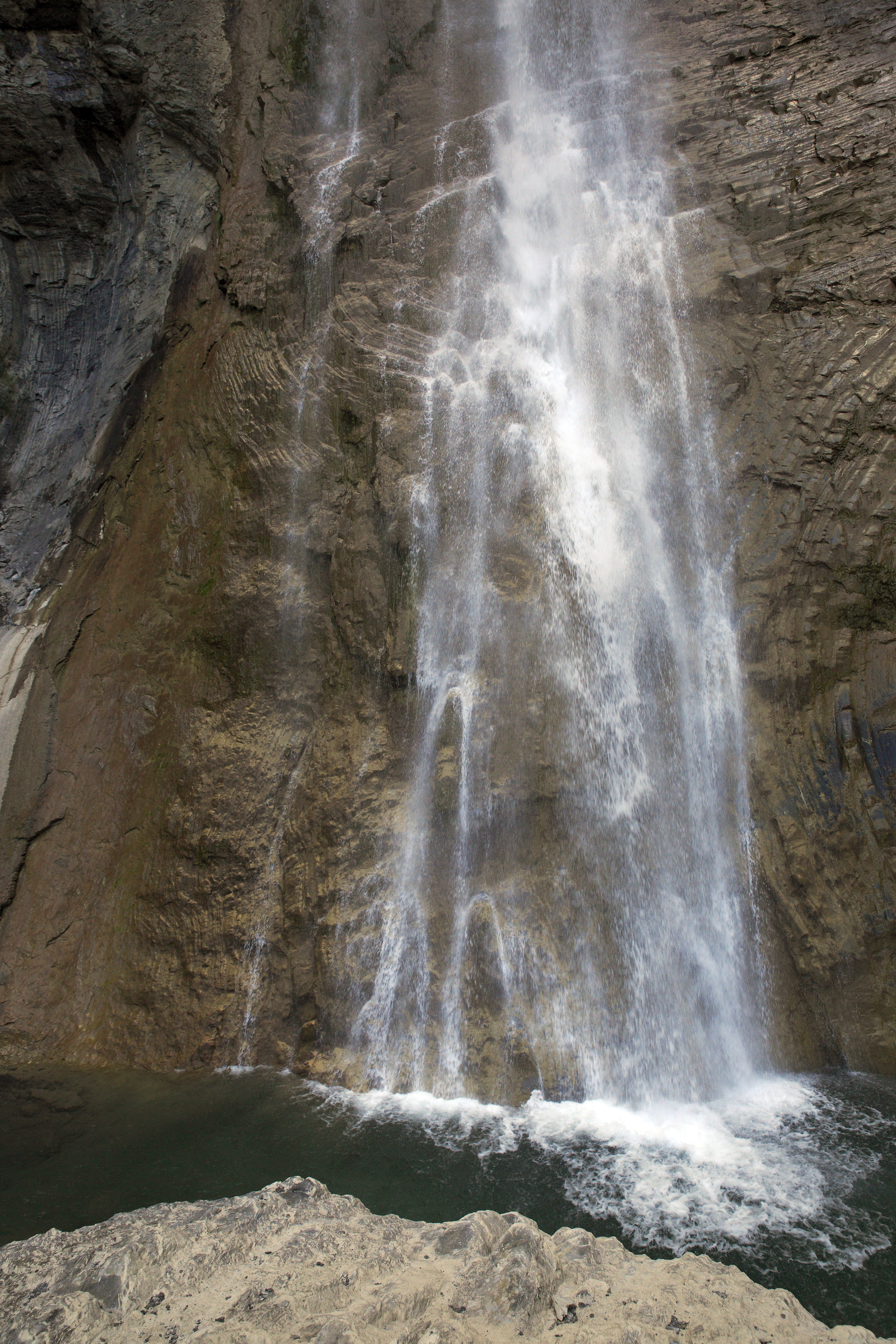
Cascada en el río

Nace en el valle de Soaso, a una altitud de 1478 metros de altura en las laderas del macizo de Tendeñera. El río se forma a partir de la unión de 3 barrancos procedentes de mayores altitudes, que una vez unidos dan forma a este río pirenaico. El valle discurre unos kilómetros abajo para llegar a la localidad de Linás de Broto y orientar su curso hacia el este para morir en las aguas del Ara. 
A dos kilómetros de su desembocadura en el río Ara se inicia una profunda garganta situada entre las laderas del Pueyo y Os Frondons, cerca de la localidad de Fragén. Esta garganta, muy frecuentada por los aficionados a los deportes de montaña como el barranquismo o las vías ferratas es el resultado de una larga y espectacular erosión fluvial a lo largo de millones de años, ayudada también por las glaciaciones de la Era cuaternaria en la que se tiene probada la existencia de una lengua glacial que ocupaba el actual Valle de Soaso hasta morir en el Valle del Ara, denotando así la inclinación hacia el este del río al llegar a Linás de Broto. La garganta finaliza con el gran salto de la cascada del Sorrosal, en Broto, donde el curso fluvial ha de saltar un desnivel de 60 metros de altitud en caída libre hasta morir en las aguas del Ara.
Este río se ve afectado por numerosas crecidas en primavera con el característico deshielo pirenaico. No obstante, en la estación del verano reduce considerablemente su caudal, debido a la falta de precipitaciones y de la permanencia de las nieves en su cabecera. Por lo contrario, también presenta un carácter pluviotorrencial especialmente en verano, con crecidas repentinas en caso de fuertes tormentas.
El Ayuntamiento de Broto ha habilitado el acceso a su cascada, a 400 metros escasos de la misma localidad, para el uso turístico de uno de los polos de atracción más importantes del Pirineo y de las cercanías del parque nacional de Ordesa y Monte Perdido. Así pues, se ha asfaltado el camino de acceso y de vez en cuando es posible ver la cascada iluminada en noches de verano. A la vez, el ayuntamiento habilitó una vía ferrata por sus paredones para uso turístico y excursionista.
Aparece descrito en el decimocuarto volumen del Diccionario geográfico-estadístico-histórico de España y sus posesiones de Ultramar de Pascual Madoz con las siguientes palabras:

SORROSAL: r. en la prov. de Huesca, part. jud. de Boltaña; nace en térm. de Linas de Broto, de la fuente llamada Carduso; pasa inmediato al mencionado pueblo y el de Fragen, cuyos campos fertiliza por medio de presas, uniéndose al Ara á un tiro de piedra de Broto, despues de un curso de 2 horas. Tiene dos puentes, uno de madera de poca consistencia, y otro de piedra bastante sólido.
(Madoz, 1849, p. 505)